# Dioxys rohweri
Dioxys rohweri är en biart som beskrevs av Cockerell 1908. Dioxys rohweri ingår i släktet Dioxys och familjen buksamlarbin. Inga underarter finns listade i Catalogue of Life.